# Sint-Pieters-Leeuw
Sint-Pieters-Leeuw (tiếng Pháp Leeuw-Saint-Pierre)  là một đô thị nói tiếng Hà Lan của  Bỉ tọa lạc ở tỉn h Vlaams-Brabant (vùng Flanders).
Đô thị này bao gồm các thị xã Oudenaken, Ruisbroek, Sint-Laureins-Berchem, Sint-Pieters-Leeuw và Vlezenbeek. Tại thời điểm ngày 1 tháng 1 năm 2006,  Sint-Pieters-Leeuw có tổng dân số 30.846 người. Tổng diện tích là 40,38 km² với mật độ dân số là 764 người trên mỗi km².
Ngôn ngữ chính thức là tiếng Hà Lan (như các nơi khác ở Flanders). Các cộng đồng thiểu số dân khác đến từ Liên minh châu Âu, Hoa Kỳ, Canada, và những người sử dụng tiếng Pháp đến từ Wallonia hay Brussels.